# Милвејл (Пенсилванија)
Милвејл (енгл. Millvale) град је у америчкој савезној држави Пенсилванија.

## Демографија
По попису из 2010. године број становника је 3.744, што је 284 (-7,1%) становника мање него 2000. године.
| Група             | 2000.         | 2010.         |
| Белци             | 3.887 (96,5%) | 3.461 (92,4%) |
| Афроамериканци    | 39 (1,0%)     | 143 (3,8%)    |
| Азијати           | 7 (0,2%)      | 9 (0,2%)      |
| Хиспаноамериканци | 36 (0,9%)     | 52 (1,4%)     |
| Укупно            | 4.028         | 3.744         |